# Christoforus

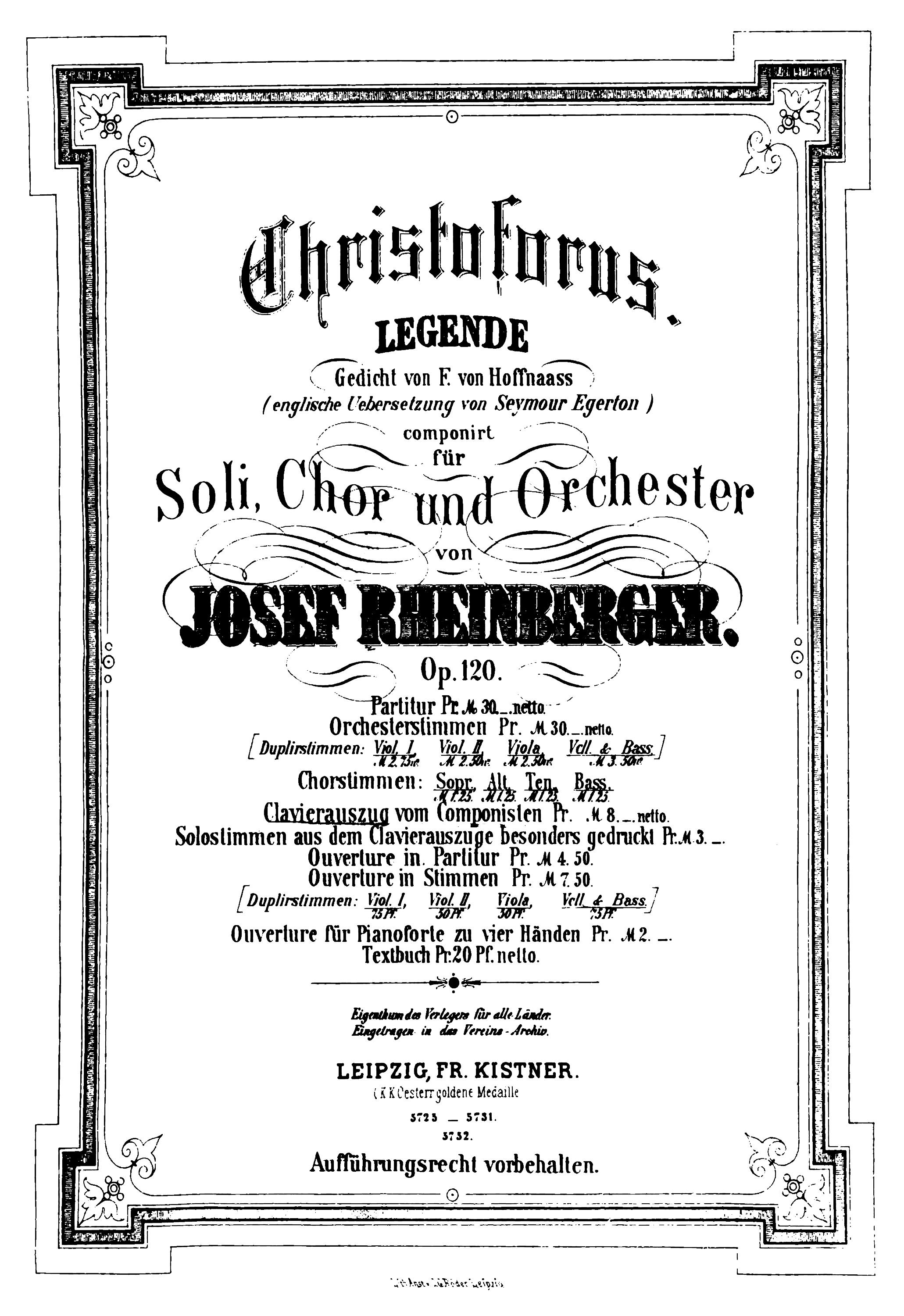
Titelblatt der deutschen Erstausgabe

Christoforus (op. 120) ist ein 1880 vollendetes Oratorium für Soli, Chor und Orchester von Josef Rheinberger, das die Legende um den Heiligen Christophorus zum Inhalt hat. Der Text stammt von Rheinbergers Ehefrau Franziska (Fanny) von Hoffnaaß. Der Komponist widmete das Werk Prinzessin Maria Theresia von Bayern.
Die Erstausgabe erschien 1881 bei Fr. Kistner in Leipzig. Eine von Seymour Egerton ins Englische übersetzte Ausgabe wurde von Oliver Ditson & Company in Boston veröffentlicht, eine weitere von Frederick H. Martens übersetzte Version von G. Schirmer, Inc. in New York. Uraufgeführt wurde der Christoforus am 25. März 1882 in Leipzig von der Leipziger Singakademie unter Leitung von Richard Hofmann im großen Saal der Buchhändlerbörse.

## Vorgeschichte

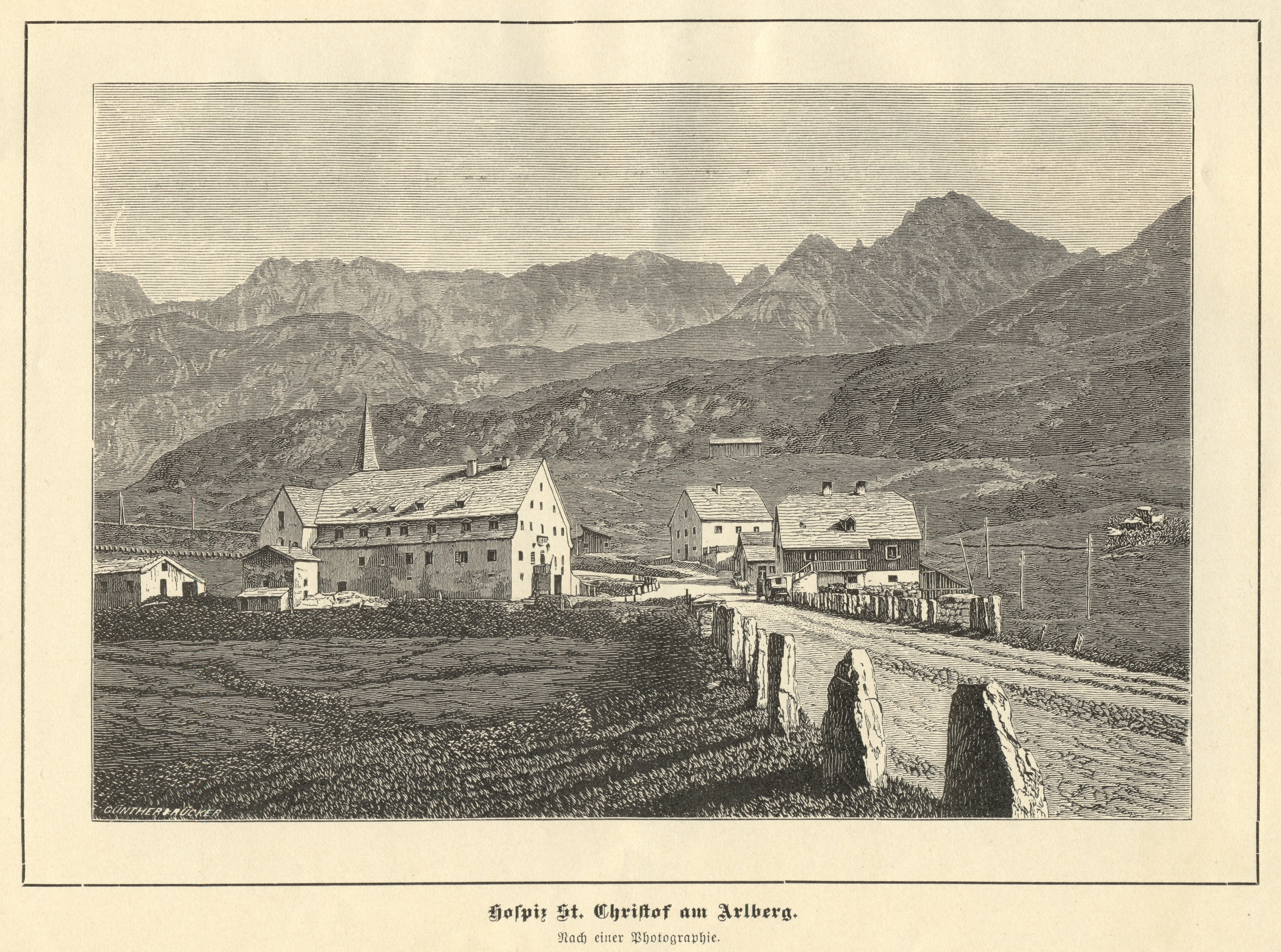
Hospiz St. Christoph am Arlberg Ende des 19. Jahrhunderts

Da der Heilige Christophorus als Schutzpatron der Reisenden verehrt wird, ist es nicht verwunderlich, dass sich vor allem entlang gefährlicher Reiserouten, wie etwa Gebirgspässen, zahlreiche ihm gewidmete Kapellen und künstlerische Darstellungen finden. Auf einer Reise über den Arlberg sah das Ehepaar Rheinberger diese Werke und hörte die Geschichte von Heinrich Findelkind, der im 14. Jahrhundert zahlreiche Reisende vor dem Tod in den Bergen bewahrt und die Bruderschaft St. Christoph sowie das Hospiz St. Christoph am Arlberg gegründet hatte. Am Ende dieser Reise beschloss Fanny:

„Und als es wieder thalwärts ging / Stand eines fest: nicht in den Tod zu gehn / Bevor ein Denkmal dieser Fahrt gesetzt / Im Lied von der Barmherzigkeit / Sanct Christoph beim Hospiz geweiht.“

Unter dem Eindruck der Reise dichtete sie das vor allem in gereimten, jambischen Versen gehaltene Libretto zum Christoforus. Dabei verarbeitete sie nicht nur die eigentliche Christophorus-Legende, sondern auch ihre Eindrücke von der Gebirgslandschaft der Alpen.

## Einordnung
Die Frage, zu welcher musikalischen Gattung der Christoforus genau zählt, lässt sich nicht eindeutig beantworten. Arnold Schering schrieb, das Werk „stehe auf der Schwelle vom Oratorium zur Chorballade Schumann'scher und Gade'scher Provenienz“.
Rheinberger selbst verwendete für sein Werk nie den Begriff Oratorium. Rheinberger hat aber auch den Begriff Legende vermieden. Zwar taucht dieses Wort als Untertitel auf der bei Fr. Kistner erschienenen Erstausgabe auf (und wurde auch in späteren Ausgaben übernommen), doch bezieht sich dieser Begriff vor allem auf den Text, also die Heiligengeschichte, und ist als Gattungsbegriff für eine oratorische Form in der damaligen Zeit nicht nachgewiesen.

## Besetzung
Christoforus ist geschrieben für gemischten Chor (SATB), der auch die Rolle des Erzählers übernimmt, und folgende Solisten:
- Riese (Bariton)
- Einsiedler (Tenor)
- Warnende Stimme (Alt)
- Lockende Stimme (Sopran)
- Des Christkinds Stimme (Sopran)

Das Orchester umfasst Piccoloflöte, 2 Flöten, 2 Oboen, 2 Klarinetten, 2 Fagotte, 2 Hörner, 2 Trompeten, 3 Posaunen, Tuba, Pauken, Große Trommel, Becken, Triangel, Orgel, Harfe, 2 Violinen, Bratsche, Violoncello und Kontrabass.
Eine Aufführung dauert etwa 70 Minuten.

## Handlung

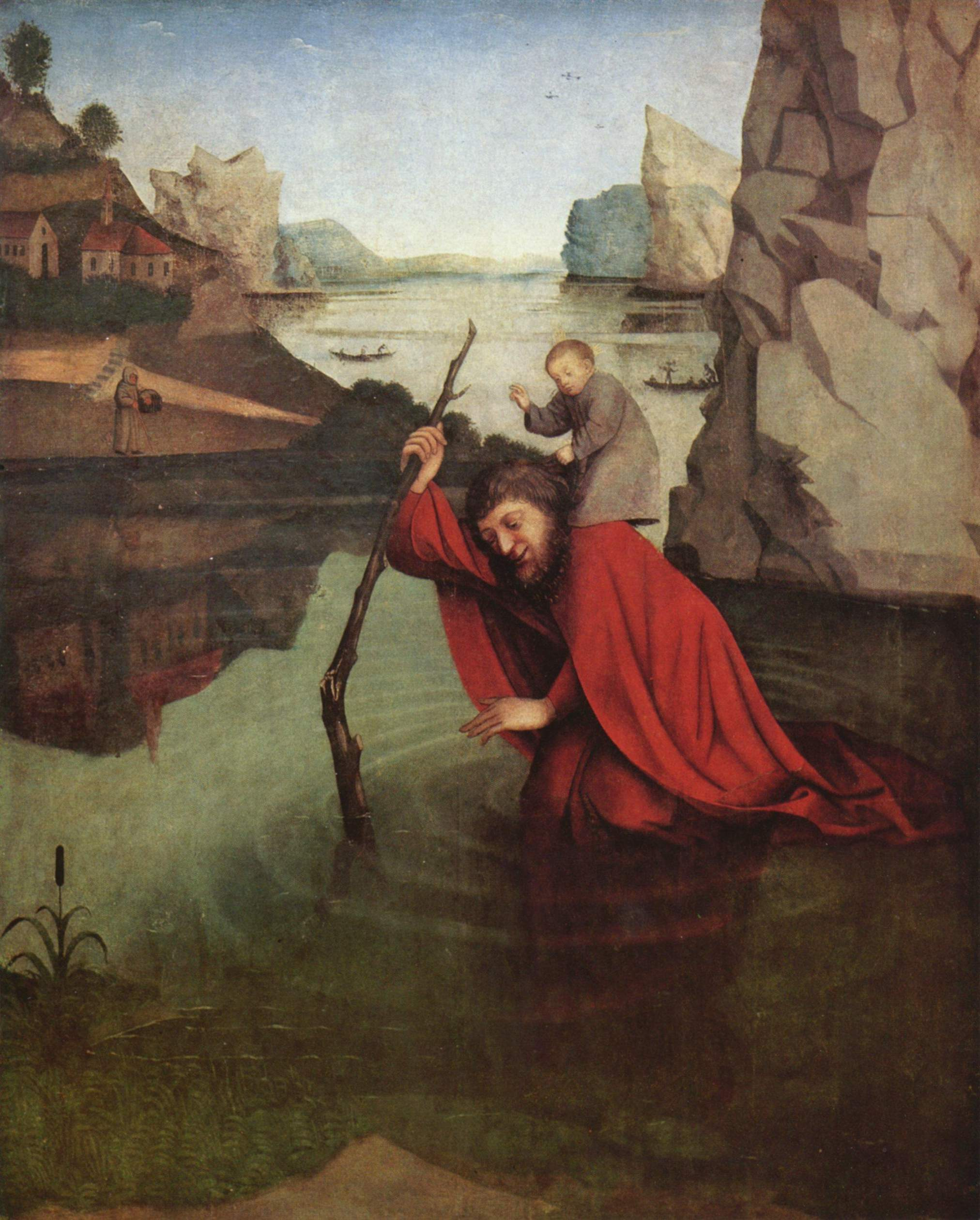

Die Hauptperson ist ein nicht namentlich genannter Riese, der im Morgenland lebt und ein großer Krieger ist. Er sieht jedoch keinen Sinn darin, seine Kämpfe immer nur in eigenem Namen auszutragen und möchte sich gerne unter den Befehl eines anderen stellen – aber nur, wenn dieser der mächtigste Herrscher der Welt ist. Eines Tages erreicht ihn die Nachricht von einem äußerst mächtigen König, zu dem er sich auf den Weg macht, um ihm seine Dienste anzubieten. Zunächst wird er freudig begrüßt, jedoch warnt eine Stimme den König davor, der Riese könne womöglich vom Satan selbst gesandt worden sein. Als der König daraufhin erbleicht, erkennt der Riese, dass der König Angst vor dem Satan hat und dieser folglich noch mächtiger sein müsse. Er beschließt also, sich in den Dienst Satans zu stellen und macht sich auf den Weg, um ihn zu suchen. Schließlich erreicht er in einer schroffen, menschenverlassenen, gebirgigen Gegend Satans Reich. Nachdem der Riese sich mit verschiedenen Stimmen und Geistern unterhalten hat, kommt der Satan selbst mit seinem Tross zur Jagd herangeprescht, dreht jedoch plötzlich ab, als sie sich einem Kreuz nähern. Der Riese, der die Ursache für die Flucht im Dunkeln nicht erkennen kann, beschließt, bis zum Sonnenaufgang zu warten. Als es hell wird, erkennt er am Kruzifix die Gestalt des gekreuzigten Jesus Christus und schlussfolgert, dass dieser noch mächtiger als Satan ist. Von einem Einsiedler, der vor dem Kreuz betet, erhält er die Auskunft, der Mann am Kreuz sei Gottes Sohn. Als der Riese den Einsiedler fragt, wie er sich in den Dienst dieses Gottessohnes stellen könne, erhält er die Antwort, er als großer und starker Mann möge zukünftig am nahen Fluss Pilger durch das Wasser tragen, da diese sonst einen weiten und gefährlichen Umweg gehen müssten.
Jahre später verrichtet der Riese immer noch getreu seinen Dienst, auch wenn seine Kräfte altersbedingt allmählich nachlassen. Eines Nachts hört er die Stimme eines Knaben, der über den Fluss getragen werden möchte. Der Riese tut dies, jedoch fühlt er den Knaben immer schwerer werden, so dass er am Ende völlig entkräftet meint, er habe die ganze Welt auf seinen Schultern getragen. Das Kind offenbart sich als Jesus Christus und verkündet ihm, er würde nun den Lohn für seine treuen Dienste empfangen. Ein „Chor der himmlischen Geister“ heißt den – offenbar gestorbenen – Riesen im himmlischen Reich willkommen und nennt ihn nun Christophorus, den Christusträger.

## Aufführungen und Rezeption

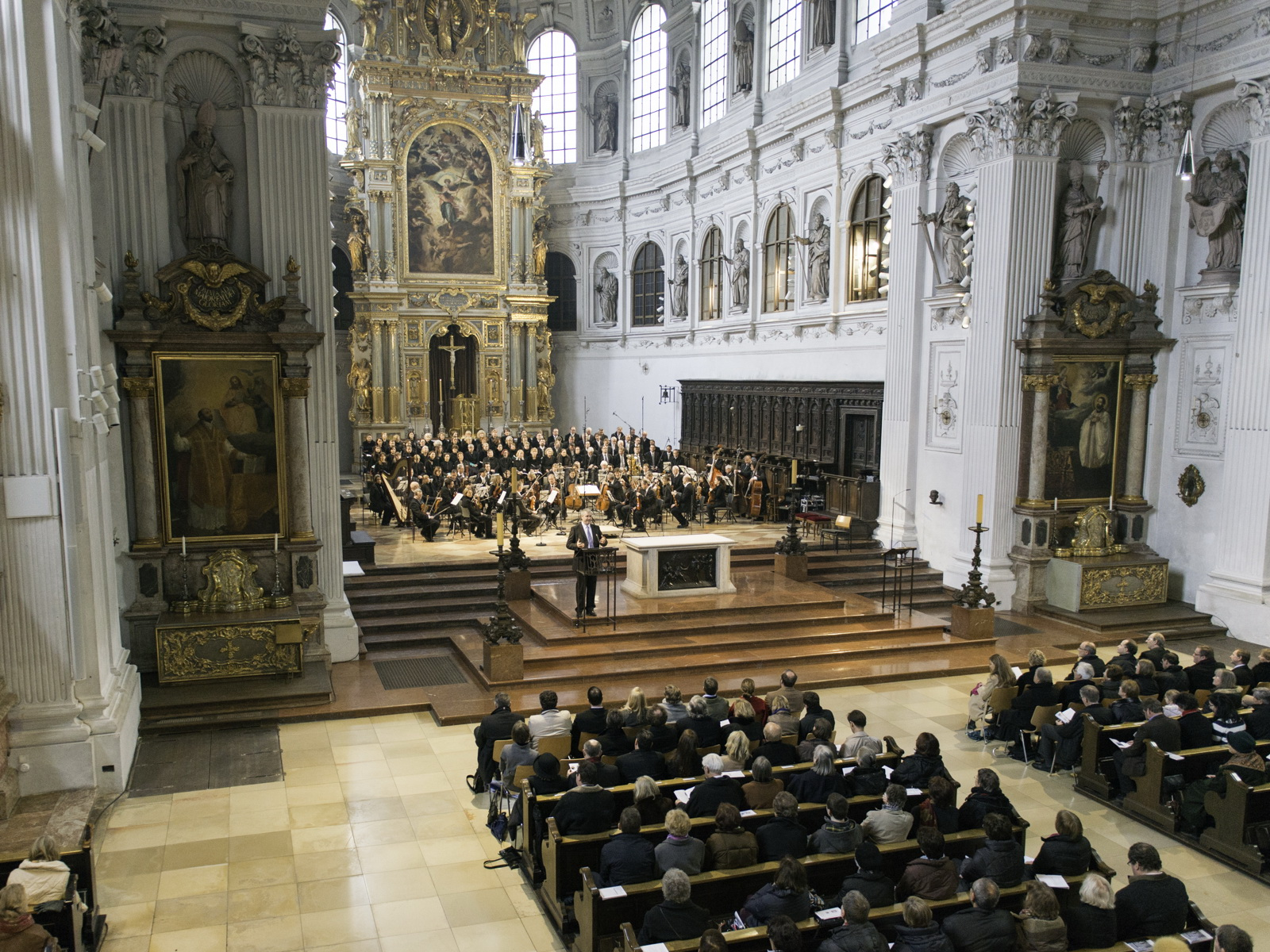
Aufführung des Christoforus in St. Michael in München (2014)

Der Christoforus trug wesentlich zum Ruf Rheinbergers als eines der bedeutendsten Komponisten seiner Zeit bei. Hermann Kretzschmar zählte vor allem die Szene Satanas ziehet zur Jagd zum „Schönsten und Reichsten, was das 19. Jahrhundert auf dem Gebiet des geistlichen Oratoriums aufweisen kann“.
Für Glenn Stanley stellen vor allem die bedeutenden Aufführungen 1882 im Leipziger Gewandhaus unter Carl Reinecke, 1883 in Paris, im gleichen Jahr unter Rheinbergers eigener Leitung im Kölner Gürzenich (auf Einladung Ferdinand Hillers) sowie 1889 durch die Berliner Singakademie den Höhepunkt von Rheinbergers Laufbahn dar. Nach der Pariser Aufführung wurde Rheinberger zum Ehrenmitglied der Société des compositeurs de musique ernannt. Auch die Deutsche Biographie zählt den Christoforus – zusammen mit dem Stern von Bethlehem – zu den größten Erfolgen Rheinbergers.
Zu Beginn des 20. Jahrhunderts war das Werk bereits etwa 150 Mal aufgeführt worden, vor allem im gesamten deutschsprachigen Raum, aber auch in Paris, London und den USA. Nach einer schlechten Kritik anlässlich einer Aufführung in München durch die Musikalische Akademie im Jahre 1901 und dem kurz darauf folgenden Tod des Komponisten geriet das Werk jedoch weitgehend in Vergessenheit – ein Schicksal, das zu dieser Zeit allerdings auch zahlreiche andere Oratorien des 19. Jahrhunderts traf. Erst mit der Wiederveröffentlichung im Jahre 2006 durch den Carus-Verlag im Rahmen einer Rheinberger-Gesamtausgabe wendete sich das Blatt wieder. Seitdem wird der Christoforus im deutschsprachigen Raum wieder vermehrt aufgeführt, unter anderem in München, Letmathe, Kaufbeuren, Thun und Meiringen.

## Diskographie
- Chor, Solistenensemble und Orchester von St. Michael (München) (Leitung: Frank Höndgen), INIGO Medien, München 2014
- Chorgemeinschaft und Collegium musicum St. Andreas (Rüttenscheid) (Leitung: Wolfgang Keßler), Prezioso, 1993